# Emilio Papiniano
Emilio Paolo Papiniano (latino: Aemilius Paulus Papinianus) (Siria, 148/154 – Roma, 211/213) fu un giureconsulto romano. Diede a Roma molte e sagge leggi, e fu maestro dei più rinomati uomini del suo tempo.

## Biografia
Suo compagno di scuola fu l'imperatore Settimio Severo, di cui influenzò la politica nel campo del diritto; ricoprì importanti magistrature, fra cui la prefettura del pretorio, prima dignità dopo quella del principe, e l'imperatore morendo gli raccomandò i suoi figli Caracalla e Geta.
Caracalla, avendo ucciso suo fratello Geta per regnare solo, ordinò a Papiniano di comporre un discorso onde scusare il fratricidio presso il Senato romano. Papiniano rifiutò e rispose che era cosa assai più facile commettere un fratricidio che scusarlo, e che era un secondo fratricidio l'accusare un innocente ucciso. Caracalla, sdegnato, lo fece decapitare nell'anno 213.

## Opere
San Girolamo (347-420) paragonò Papiniano a san Paolo: l'indiscussa autorità del secondo nel sacro è la stessa di quella di Papiniano nel diritto civile. La sua vasta produzione (trentasette libri di Quaestiones, diciannove libri di Responsa) condizionò profondamente la giurisprudenza e le legislazioni successive, anche quelle che si diedero i Germani dopo la caduta dell'autorità romana in Occidente. 
Teodosio II nel suo Codex del 438 accoglie nel I libro, titolo IV (De responsis prudentium) la cosiddetta "Legge delle citazioni" (che costituiva la seconda parte della Oratio in senatu habita da Valentiniano III nel 426). Essa stabilisce che potessero essere citate le opinioni di cinque giuristi classici del I e II secolo: Papiniano, Paolo, Ulpiano, Modestino e Gaio. In caso di mancata concordanza tra essi avrebbe prevalso il punto di vista di Papiniano, perché egli era «superiore a chiunque». Anche Giustiniano lo ricordò come "sublime, di tutti il più eccellente". Nel VI secolo Papiniano venne citato nei libri dei "Digesta" redatti dai funzionari di Giustiniano nel famoso "Corpus".